# Alpi Dinariche

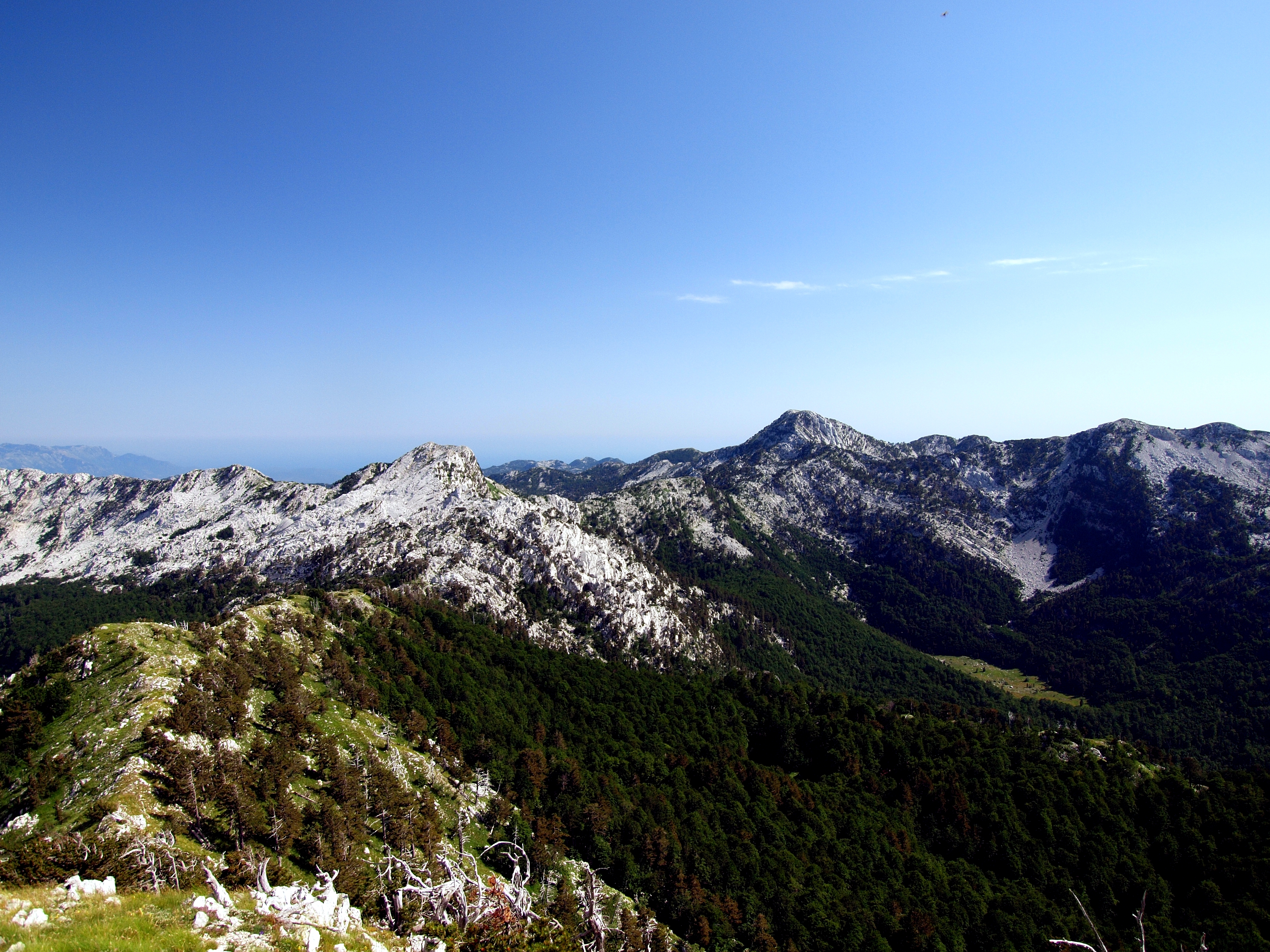
Il Monte Orjen presso le Bocche di Cattaro, nella costa montenegrina, il rilievo più carsificato delle Alpi Dinariche.

Le Alpi Dinariche (in croato Dinaridi o Dinarsko gorje; in serbo Динариди? o Динарско горе; in albanese Malet Dinarike o Dinaret; in sloveno Dinarsko gorstvo) costituiscono una catena montuosa dell'Europa meridionale, che attraversa aree comprese fra Slovenia, Croazia, Bosnia ed Erzegovina, Serbia, Kosovo, Montenegro e Albania, interessando dunque l'entroterra della Dalmazia e parte della penisola balcanica. A dispetto del nome non rientrano in alcuna classificazione alpina, venendo considerate una catena montuosa a sé stante.
Secondo la suddivisione SOIUSA pubblicata da Sergio Marazzi e dal CAI nel 2005 nonché secondo la letteratura scientifica slovena, le Alpi Dinariche comprendono anche il Carso, e dunque interessano anche il territorio italiano; secondo la suddivisione didattica tradizionale delle Alpi italiane e la Partizione delle Alpi ufficializzata nel 1926, invece, il Carso è parte delle Alpi.

## Descrizione
Si estendono per circa 645 km lungo la costa del Mare Adriatico, attraverso una linea nordovest-sudest. A nord, secondo la letteratura scientifica slovena e la SOIUSA, è la sella di Godovici a segnare il confine tra le Alpi e le Alpi Dinariche. Secondo la suddivisione didattica tradizionale delle Alpi italiane e la Partizione delle Alpi, invece, è il Passo di Vrata che segna la divisione tra le due catene montuose. Verso sud, le Alpi Dinariche arrivano a comprendere il massiccio dei Monti Šar e del Monte Korab.
La vetta più alta delle Alpi Dinariche si trova nel massiccio delle Alpi Albanesi lungo il confine fra il Montenegro orientale e l'Albania settentrionale; tale vetta si chiama Cresta del Lago (in serbo Jezerski vrh, in albanese Maja e Jezercës), alto 2.692 m s.l.m..
Comprendono le aree montuose più accidentate e estese dell'Europa, a esclusione del Caucaso, delle Alpi, i Pirenei e delle Montagne Scandinave. Costituite da rocce sedimentarie (dolomite, calcare, sabbia e conglomerati formati dai mari e dai laghi che ricoprivano un tempo la zona), si formarono per la maggior parte durante l'era mesozoica e cenozoica. Durante i movimenti della terra che interessarono le Alpi 50-100 milioni di anni fa, immense pressioni laterali piegarono e sollevarono le rocce in un grande arco attorno al vecchio rigido blocco della direttrice nord-est.
Vennero spinte a formare catene montuose più o meno parallele, distendendosi come un girocollo dalle Alpi Giulie all'area dell'Albania settentrionale e del Kosovo, dove il territorio montuoso diminuisce per far posto alle acque della Drina e ai campi del Kosovo. I monti Šar e Korab si alzano nella zona tra Kosovo e Macedonia, mentre le aree montuose continuano poi in direzione sud, verso il Monte Pindo in Grecia, i rilievi del Peloponneso e di Creta, Rodi e la catena del Tauro nella Turchia meridionale.
Il WWF, nel lavoro di identificazione delle ecoregioni del pianeta, ha riconosciuto le foreste miste delle Alpi Dinariche come un'ecoregione, appartenente al bioma delle foreste di latifoglie e foreste miste temperate, con il codice PA0418.

### Geologia
Il calcare del Mesozoico formò la regione del Carso. L'era dei ghiacci del Quaternario ebbe conseguenze relativamente minori per la zona dei Balcani. Non si formarono campi di ghiaccio permanenti e ci furono solo piccole testimonianze della glaciazione. Solo le vette più alte come il Durmitor, Orjen, e Prenj presentano valli glaciali e morene all'altezza di 600 m s.l.m..
Una caratteristica geologica di grande importanza per l'aspetto attuale delle Alpi Dinariche è rappresentata dalle tipiche montagne calcaree, spesso segnate da ampie fratture, che vanno analizzate con maggiore attenzione. Le loro rocce sono dure e lente al processo d'erosione, e spesso persistono come scoscese scarpate, attraverso le quali si formano gole e canyon solcati da fiumi.

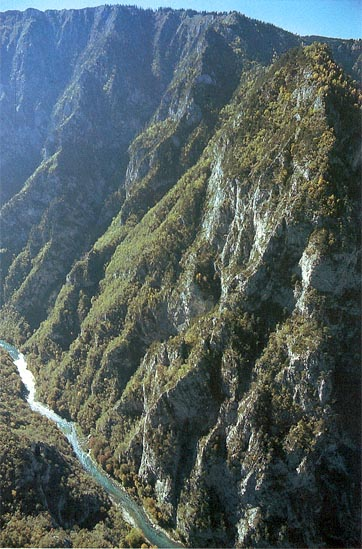
Il fiume Tara e le sue gole

Il più esteso esempio di montagna formata da calcare in Europa è il Carso, che secondo alcune fonti sarebbe parte delle Alpi Dinariche. Se si viaggia attraverso le sue distese selvagge e poco popolate, ci si imbatte in tutte le particolarità geologiche dinariche. Il calcare è una roccia molto porosa, ma anche molto dura e resistente all'erosione. L'acqua è la forza d'erosione più importante, e dissolve il calcare attraverso un processo chimico. L'acqua filtra all'interno attraverso le crepe presenti nel calcare, aprendo fessure e canali, spesso di una profondità considerevole, formando un sistema sotterraneo di drenaggio. Durante millenni di lavoro sotterraneo, si sono create enormi caverne prive di acqua, cave e grotte, nonché labirinti sotterranei formati da canali e colonne. Il soffitto di queste caverne può in seguito crollare, producendo grandi gole perpendicolari, costringendo l'acqua a ritornare in superficie. Le magnifiche gole di molti fiumi e torrenti dinarici, come il Vrbas, la Narenta (Neretva), il Tara, e il Lim sono giustamente famose. Le parzialmente sommerse Alpi Dinariche formano numerose isole e baie lungo la costa croata.
Solo lungo le gole sono possibile le comunicazioni da una parte all'altra del Carso, per mezzo di gallerie stradali e ferroviarie che attraversano irte scarpate e strette sporgenze sopra a scroscianti torrenti. Allo stesso tempo la purezza di queste rocce rende l'acqua dei fiumi cristallina, con pochi residui di terra. Le pareti di roccia sono spesso prive di vegetazione e di un bianco molto intenso, ma le piccole parti di terra che si sono potute accumulare nelle valli possono presentare una vegetazione più varia o consentire piccoli spazi per la coltivazione.

## Suddivisione

Modello di classificazione delle Alpi Dinariche. I numeri indicati sono ripresi nella suddivisione indicata di fianco.

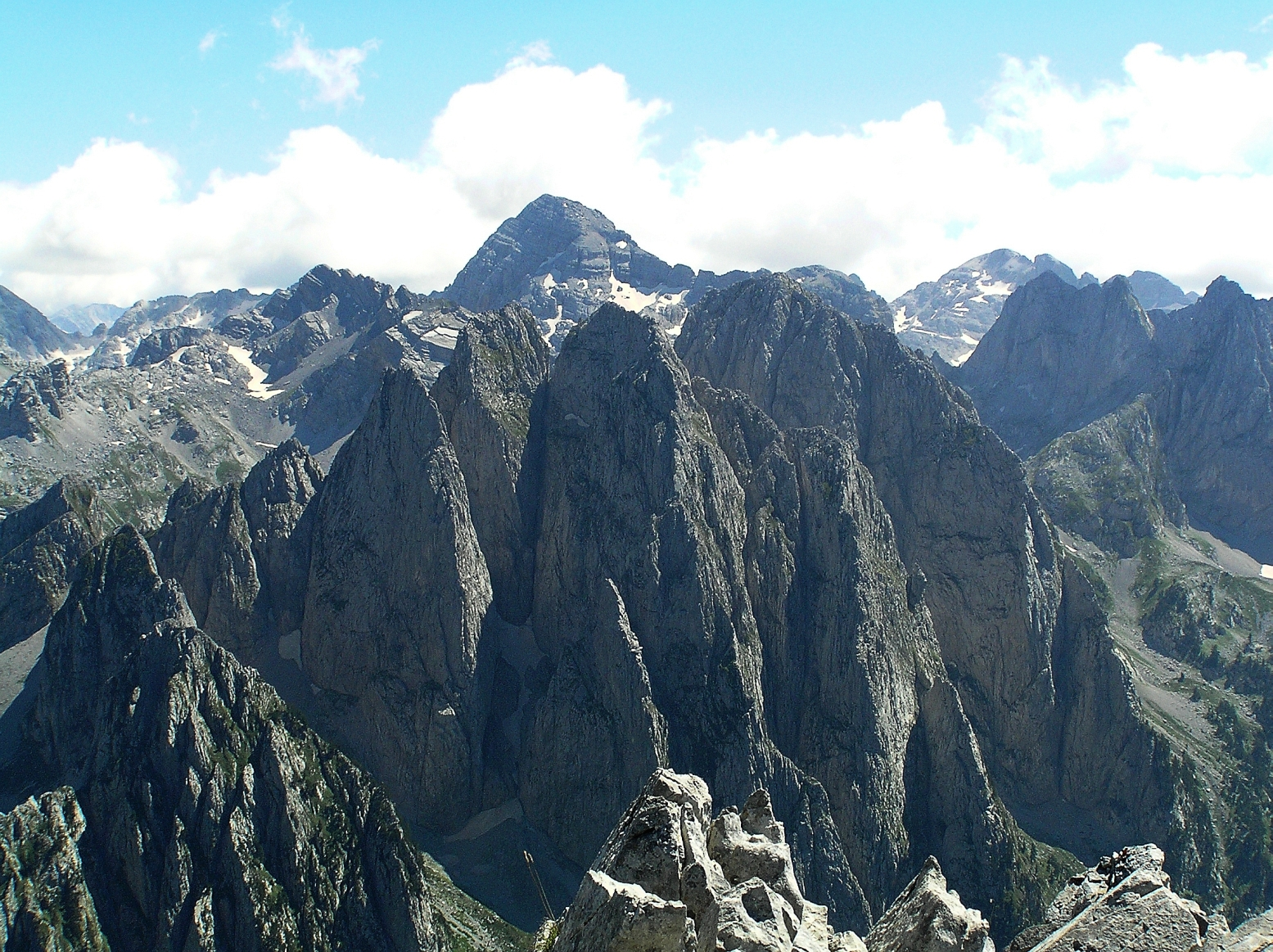
Cresta del Lago

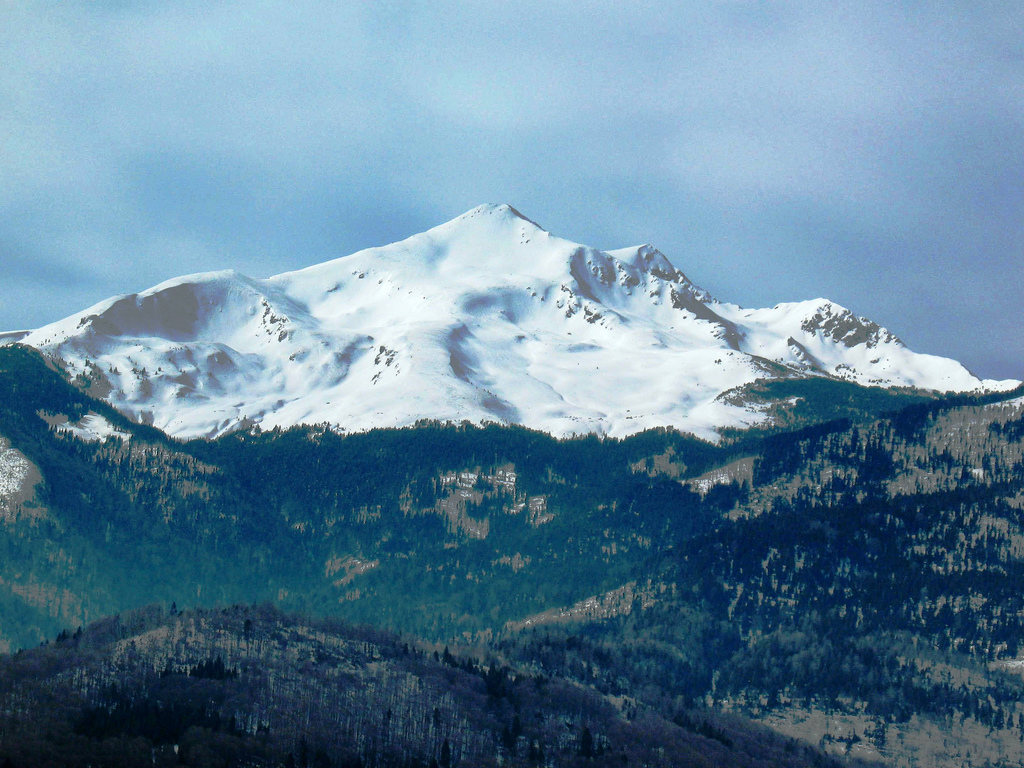
Đeravica

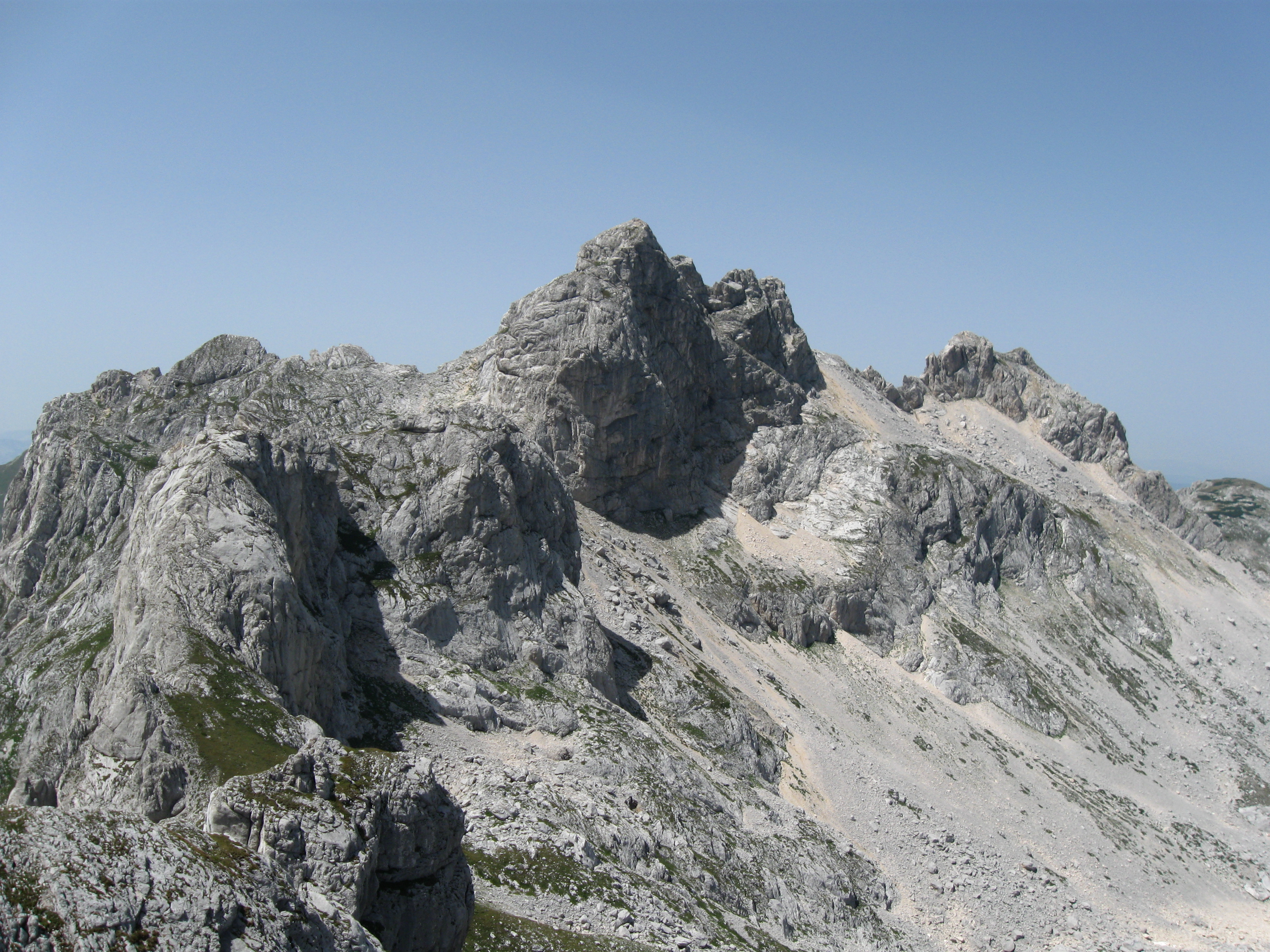
Bobotov Kuk

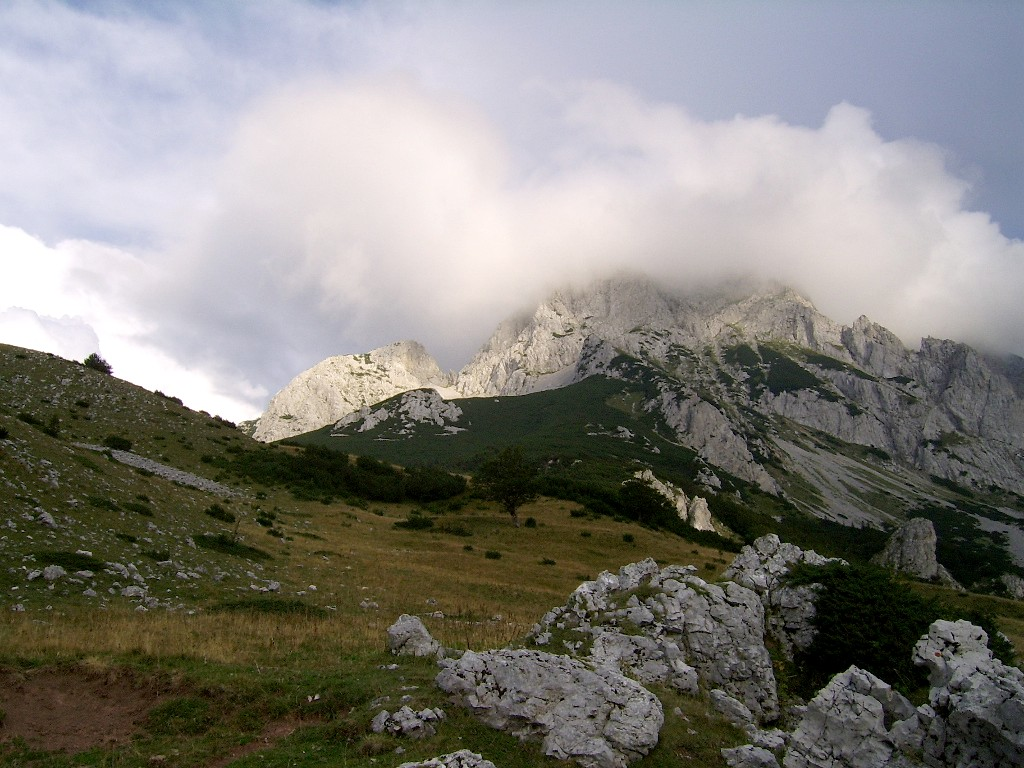
Maglić

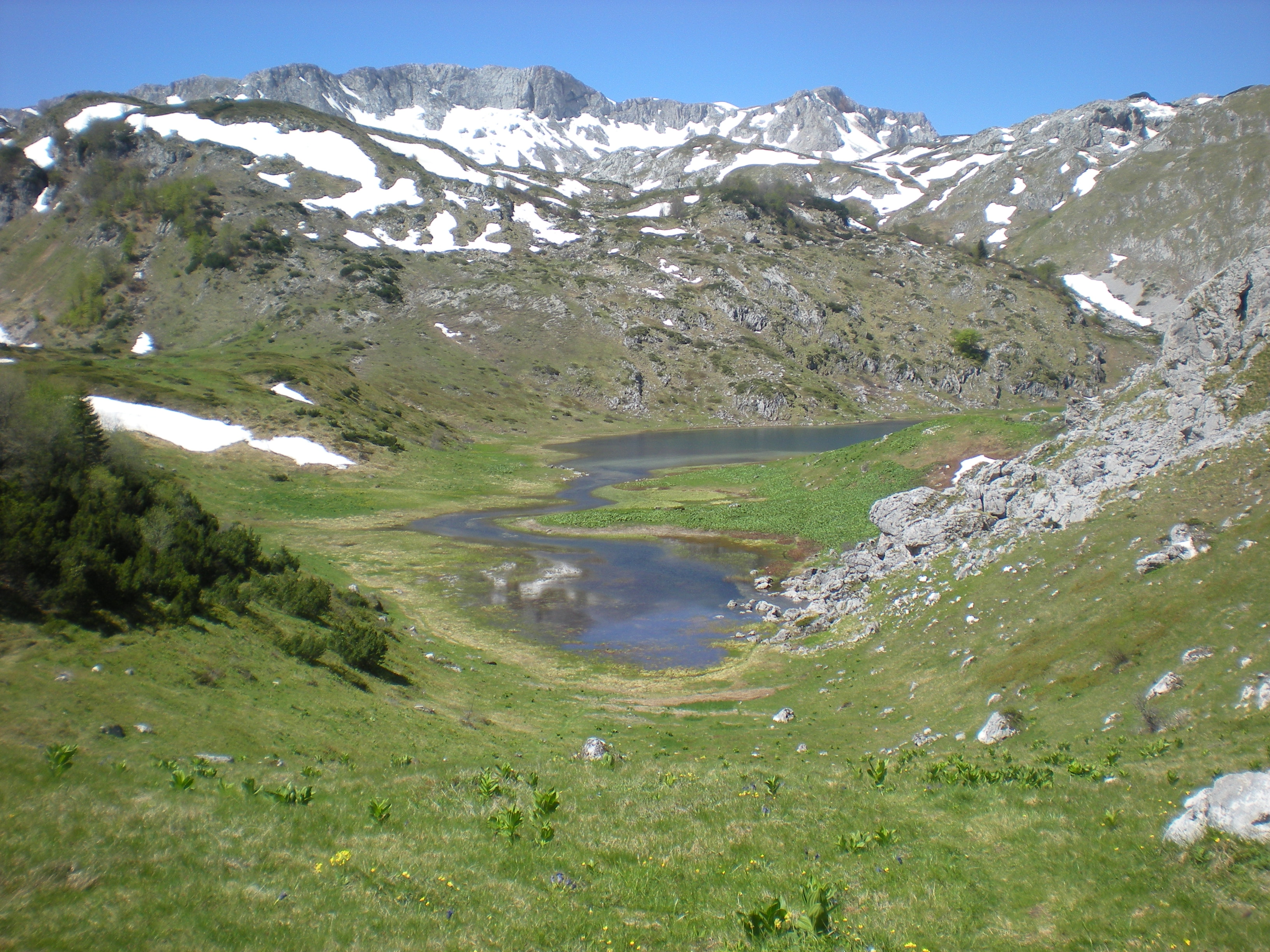
Treskavica

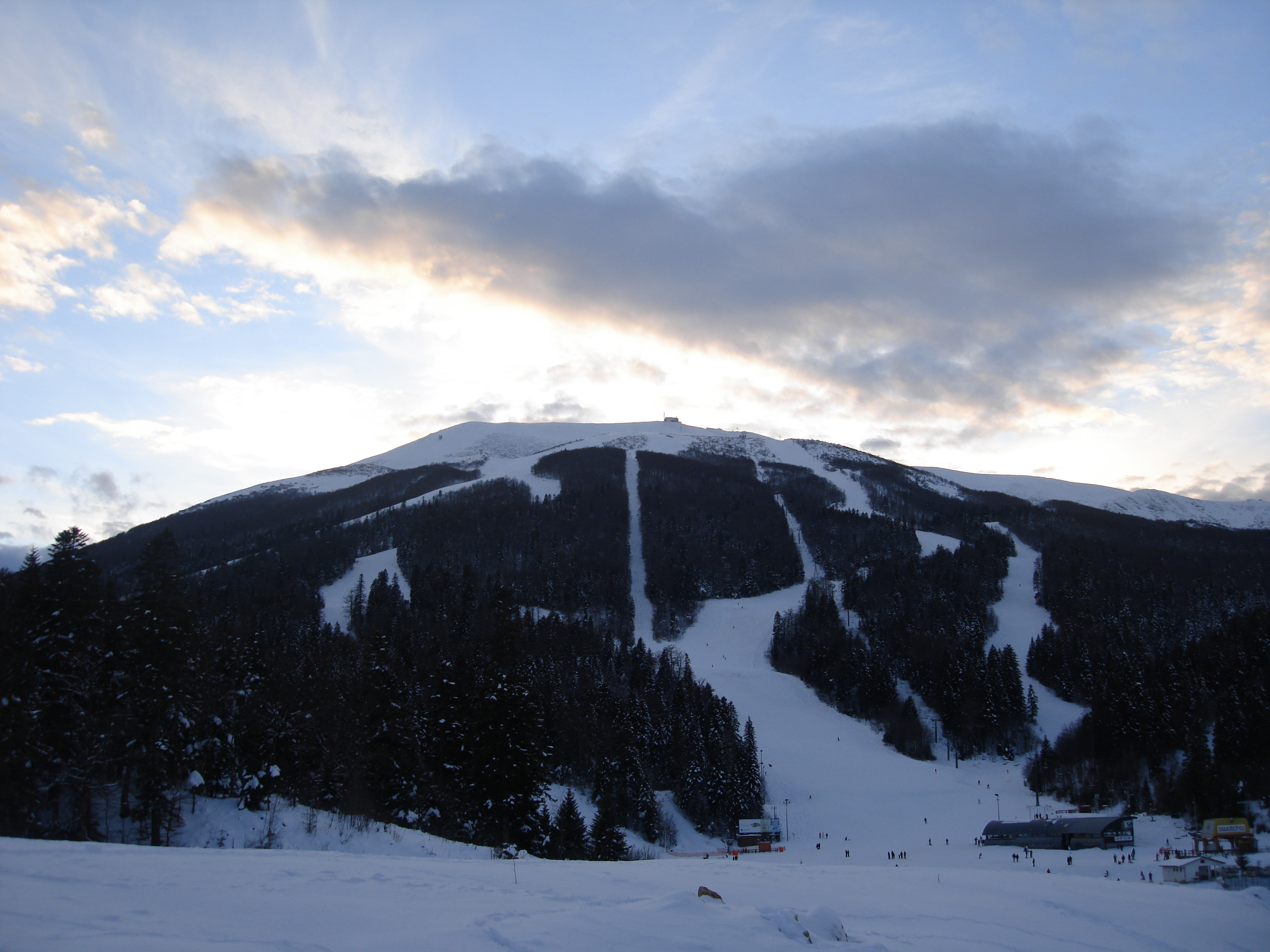
Bjelašnica

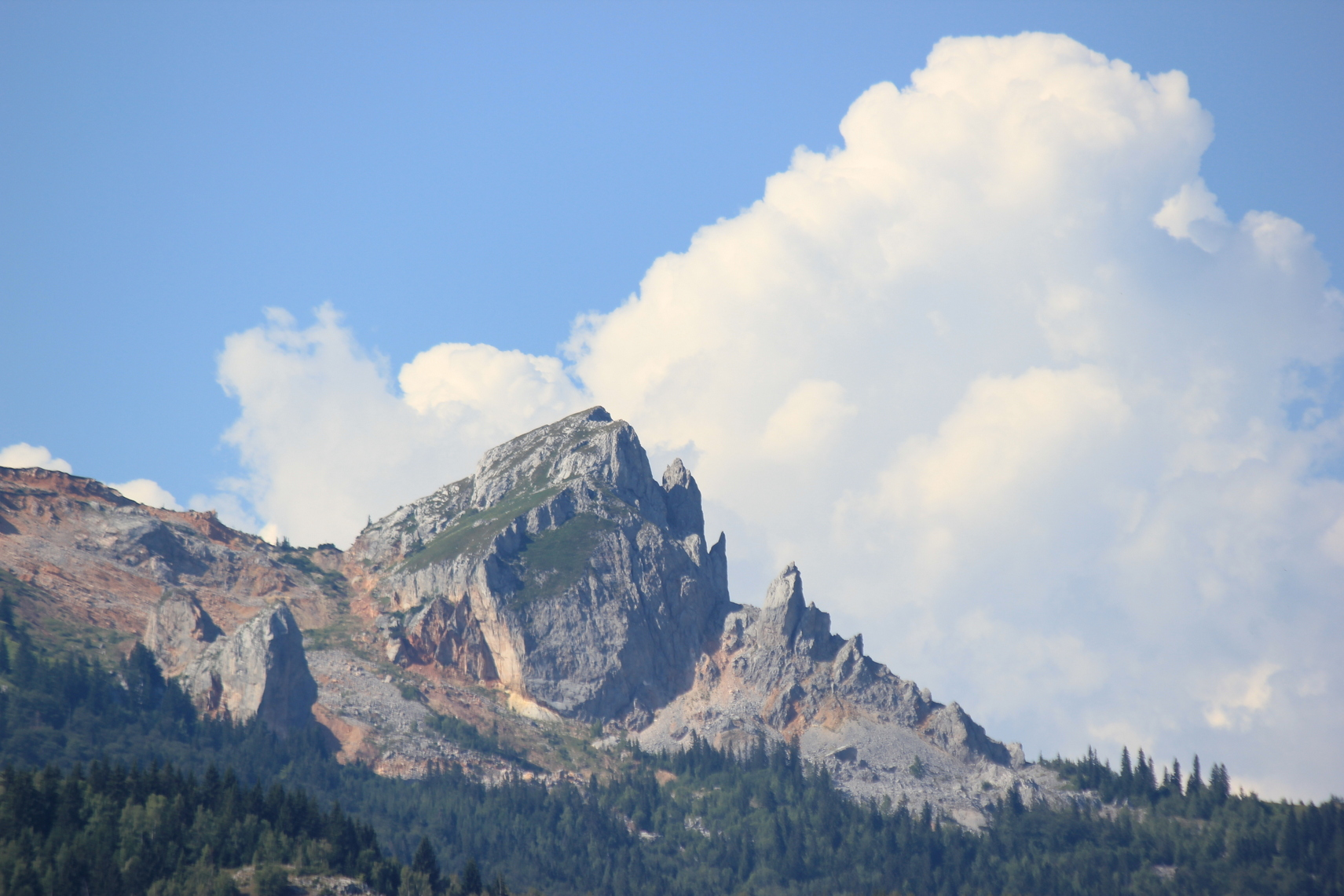
Jahorina

Le Alpi Dinariche, sul modello delle Alpi, sono state suddivise in sezioni, sottosezioni, massicci e catene. Tuttavia, mentre per le Alpi è facile una suddivisione legata ai valichi ed alle valli, per le Alpi Dinariche è più difficile una suddivisione. Tale difficoltà è anche aggravata dalla mancanza di letteratura specifica e di frontiere tra gli Stati della regione molto movimentate.
La geomorfologia resta il fattore di suddivisione più determinante combinato con le tradizioni popolari.
Nella suddivisione presentata da dinarskogorje.com, le Alpi Dinariche vengono così divise in tre cinture parallele. Tali cinture sono poi suddivise in regioni geografiche montagnose. Infine le regioni sono suddivise in massicci. La suddivisione, anche riferendosi alla cartina collegata, può essere la seguente; tenere presente che in questa classificazione il Carso è considerato parte delle Alpi Dinariche, ma che su ciò le fonti sono discordi.
Cintura sud-occidentale o cintura marittima o Alpi Dinariche marittime
- Montagne dell'Adriatico nord
  - Montagne dell'Istria e del Carso (A1)[1]
  - Isole dell'Adriatico nord (A2)
- Montagne della Dalmazia
  - Catena della Dalmazia centrale (A3)
  - Catena della Dalmazia marittima (A4)
  - Catena della Dalmazia meridionale e dell'Erzegovina (A5)
  - Isole dell'Adriatico sud (A6)
- Montagne del Montenegro marittimo e centrale (regione carsica profonda)
  - Montagne del Montenegro marittimo (A7)
  - Gruppo del Garač (A8)
  - Gruppo del Njegoš (A9)
- Montagne della bassa Erzegovina
  - Gruppo della bassa Erzegovina (A10)

Cintura centrale o alte Alpi Dinariche
- Altopiani carsici di Slovenia e di Croazia
  - Gruppo della Selva di Tarnova (B1)
  - Gruppo del Monte Nevoso-Risnjak (B2)
  - Largo altopiano della Carniola-interna e della Bassa Carniola (B3)
  - Gruppo della Grande Cappella (B4)
- Montagne della Lika
  - Alpi Bebie (B5)
  - Catene di Mala Kapela e di Lika centrale (Catena centrale) (B6)
  - Massiccio di Lička Plješivica (B7)
- Montagne della Bosnia occidentale e Dinara
  - Massiccio del Dinara (B8)
  - Catena del Šator (B9)
  - Gruppo del Cincar (B10)
  - Gruppo del Klekovača (B11)
  - Gruppo del Raduša (B12)
- Montagne dell'Alta Erzegovina
  - Gruppo del Čvrsnica (alta Erzegovina occidentale) (B13)
  - Massiccio di Prenj (B14)
  - Gruppo del Velež (B15)
  - Catena del Crvanj-Lebrsnik (B16)
- Regione della Bosnia ed Erzegovina centrale
  - Gruppo di Zelengora (B17)
  - Gruppo del Maglić (B18)
  - Gruppo del Vranica (B19)
  - Gruppo del Bjelašnica (montagne a sud di Sarajevo) (B20)
- Površi e Brda (regione montenegrina di altopiani e montagne) e Prokletije
  - Gruppo del Vojnik-Golija (B21)
  - Gruppo del Prekornica (B22)
  - Massiccio del Durmitor (B23)
  - Massiccio di Sinjajevina (B24)
  - Monti Morača (B25)
  - Gruppo della Ljubišnja (B26)
  - Massiccio di Bjelasica (B27)
  - Gruppo di Komovi (B28)
  - Gruppo del Visitor (B29)
  - Monti Kučka krajina (B30)
  - Catena di Prokletije/Bjeshet e Nemuna (B31)

Cintura nord-orientale
- Montagne della regione slovena di Bassa Carniola e della Croazia nord-occidentale
  - Gruppo del Kocevski rog (C1)
  - Gruppo di Gorjanci/Žumberak (C2)
- Montagne di Bosnia centrale ed orientale
  - Gruppo del Vlašić (C3)
  - Gruppo della Bosnia centrale (C4)
  - Gruppo della Bosnia orientale (C5)
  - Massiccio del Jahorina (C6)
- Montagne di Stari Vlah e Raška-Sandžak
  - Montagne di Raška-Sandžak - Gruppo del Kovač (C7)
  - Montagne di Raška-Sandžak - Catena di Zlatar (C8)
  - Montagne di Stari Vlah (C9)
- Montagne della Serbia nord-occidentale
  - Montagne di Podrinje-Valjevo (C10)
- Altre Montagne peripannonienne e pre-dinariche
  - Montagne peripannonie e predinariche (C11)

## Vette

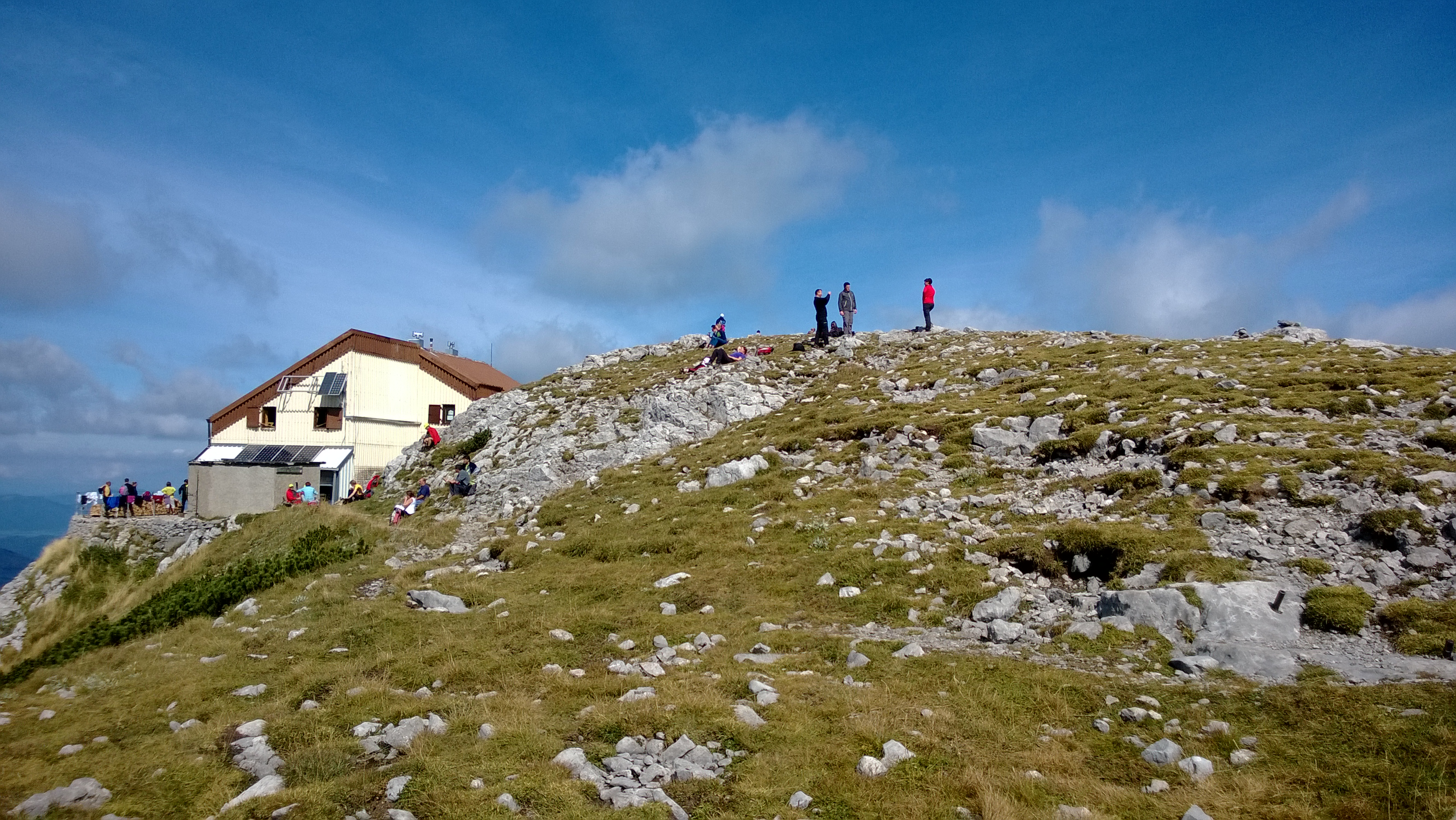
Monte Nevoso

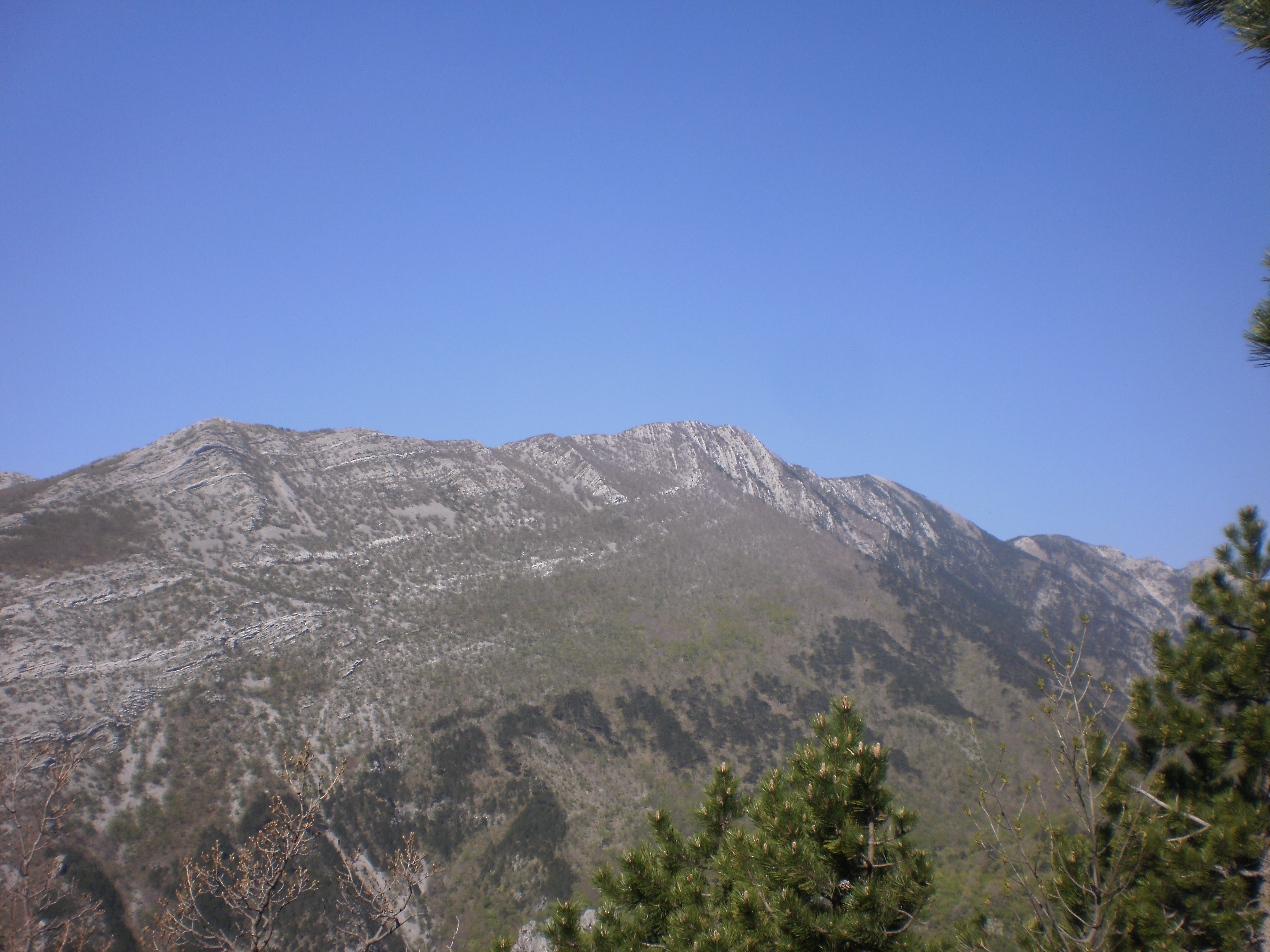
Monte Drago

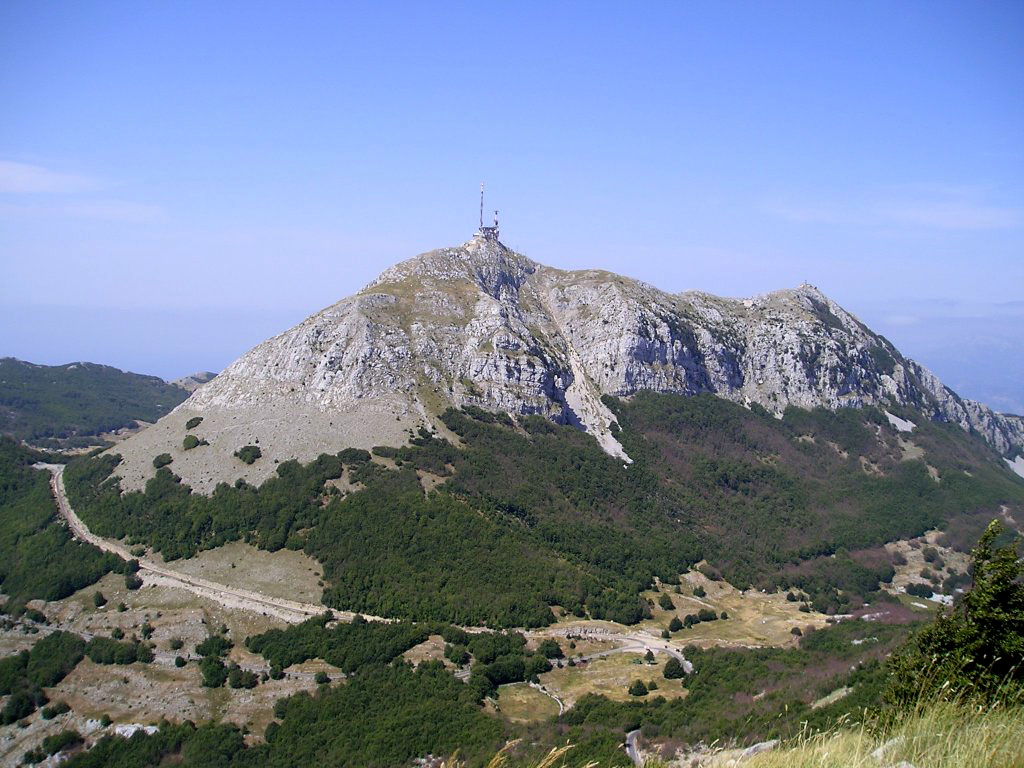
Monte Lovćen

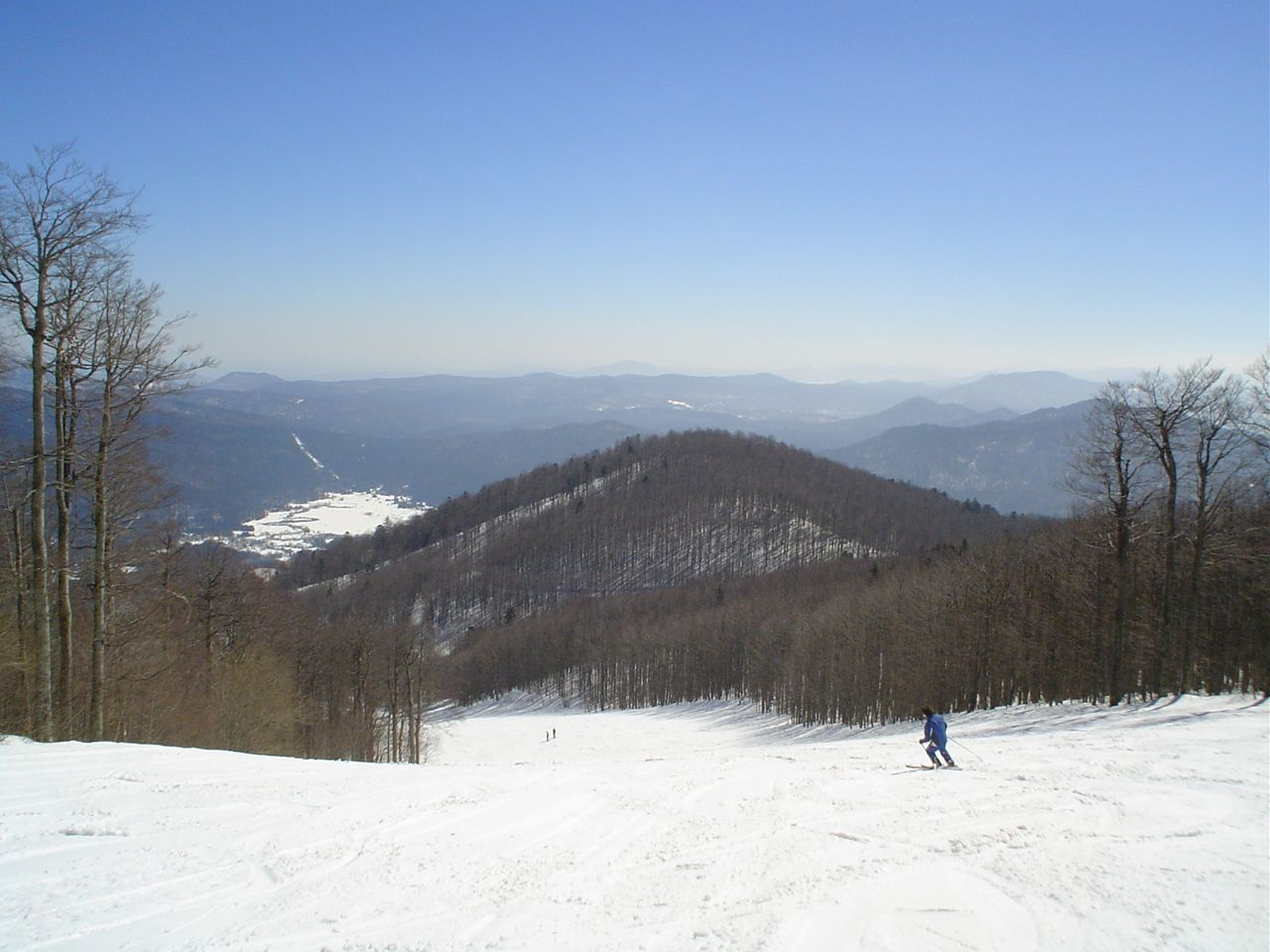
Bjelolasica

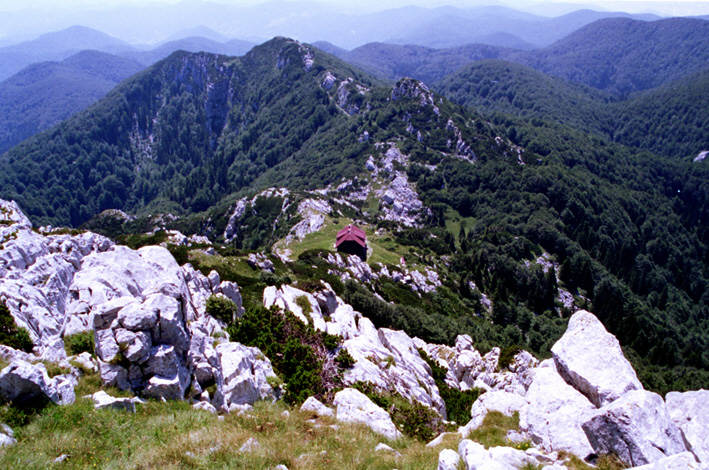
Risnjak

Le principali vette delle Alpi Dinariche sono:
| Montagna          | Altitudine (metri) | Massiccio                                         | Paese                        |
| ----------------- | ------------------ | ------------------------------------------------- | ---------------------------- |
| Cresta del Lago   | 2.692              | Prokletije                                        | Albania                      |
| Djeravica         | 2.656              | Prokletije                                        | Kosovo                       |
| Bobotov Kuk       | 2.528              | Durmitor                                          | Montenegro                   |
| Kom Kucki         | 2.487              | Komovi                                            | Montenegro                   |
| Maglić            | 2.388              | Gruppo del Maglić                                 | Bosnia ed Erzegovina         |
| Babin zub         | 2.277              | Sinjajevina                                       | Montenegro                   |
| Čvrsnica          | 2.228              | Gruppo del Čvrsnica - Alta Erzegovina occidentale | Bosnia ed Erzegovina         |
| Kapa Moracka      | 2.226              | Monti Morača                                      | Montenegro                   |
| Surdup            | 2.184              | Monti Kučka krajina                               | Montenegro                   |
| Zelena Glava      | 2.155              | Prenj                                             | Bosnia ed Erzegovina         |
| Crna Glava        | 2.139              | Bjelasica                                         | Montenegro                   |
| Treskavica        | 2.088              | Gruppo del Bjelašnica                             | Bosnia ed Erzegovina         |
| Bjelašnica        | 2.067              | Gruppo del Bjelašnica                             | Bosnia ed Erzegovina         |
| Lelija            | 2.032              | Zelengora                                         | Bosnia ed Erzegovina         |
| Veliki Vojnik     | 1.998              | Vojnik                                            | Montenegro                   |
| Vlašić            | 1.943              | Gruppo del Vlašić                                 | Bosnia ed Erzegovina         |
| Troglav           | 1.913              | Dinara                                            | Bosnia ed Erzegovina         |
| Jahorina          | 1.913              | Gruppo del Jahorina                               | Bosnia ed Erzegovina         |
| Zubački kabao     | 1.894              | Orjen                                             | Montenegro                   |
| Velika Jastrebica | 1.862              | Bijela gora (Orjen)                               | Montenegro                   |
| Kamešnica         | 1.852              | Dinara                                            | Croazia/Bosnia ed Erzegovina |
| Dinara            | 1.831              | Dinara                                            | Croazia/Bosnia ed Erzegovina |
| Nevoso            | 1.796              | Gruppo del Monte Nevoso-Risnjak                   | Slovenia                     |
| Sveti Jure        | 1.762              | Biocovo                                           | Croazia                      |
| Monte Drago       | 1.757              | Alpi Bebie                                        | Croazia                      |
| Hum               | 1.755              | Zlatar                                            | Serbia/Montenegro            |
| Monte Lovćen      | 1.749              | Catena marittima montenegrina                     | Montenegro                   |
| Stolac            | 1.673              | Zvijezda (Tara)                                   | Bosnia ed Erzegovina         |
| Ozeblin           | 1.657              | Lička Plješivica                                  | Croazia                      |
| Trebević          | 1.627              | Gruppo del Jahorina                               | Bosnia ed Erzegovina         |
| Bjelolasica       | 1.534              | Grande Cappella                                   | Croazia                      |
| Risnjak           | 1.528              | Gruppo del Monte Nevoso-Risnjak                   | Croazia                      |
| Igman             | 1.502              | Gruppo del Bjelašnica                             | Bosnia ed Erzegovina         |

## Valichi
I principali valichi delle Alpi Dinariche sono:
| Valico                                                            | Altitudine (metri) | Paese                        |
| ----------------------------------------------------------------- | ------------------ | ---------------------------- |
| Cakor                                                             | 1.849              | Montenegro                   |
| Trešnjevik                                                        | 1.579              | Montenegro                   |
| Cemerno                                                           | 1.329              | Bosnia ed Erzegovina         |
| Mlinište                                                          | 1.273              | Bosnia ed Erzegovina         |
| Vaganj                                                            | 1.137              | Croazia/Bosnia ed Erzegovina |
| Koricina                                                          | 1.113              | Bosnia ed Erzegovina         |
| Crkvine                                                           | 1.045              | Montenegro                   |
| Ivan-sedlo (Sella d'Ivan)                                         | 967                | Croazia                      |
| Kapela                                                            | 888                | Croazia                      |
| Vrata (Porta)                                                     | 850                | Croazia                      |
| Kninska vrata (Porta di Tenin)                                    | 700                | Croazia                      |
| Vratnik                                                           | 700                | Croazia                      |
| Postojnska vrata (Porta di Postumia anche detto Porta dei Popoli) | 606                | Slovenia                     |
| Sella di Godovici                                                 | 580                | Slovenia                     |

## Presenza umana
Rovine di fortezze caratterizzano il paesaggio montano, testimonianza di secoli di guerre e del rifugio che le Alpi Dinariche hanno garantito
a diverse forze militari. Queste montagne fornirono asilo agli Illiri che resistevano alla conquista romana dei Balcani, iniziata con l'occupazione della costa orientale del Mare Adriatico nel III secolo a.C. Roma conquistò l'intera Illiria nel 168 a.C. La Alpi Dinariche rappresentarono un rifugio per le forze di resistenza degli Illiri fino alla conquista definitiva dell'intera zona nel 14 d.C.
Le Alpi Dinariche rimasero poco popolate e lo sfruttamento forestale e l'industria mineraria rimasero le principali attività economiche.

## Curiosità
Gli abitanti delle Alpi Dinariche e delle zone circostanti, in particolare la zona costiera della Dalmazia e del Montenegro, risultano essere statisticamente la popolazione con l’altezza media più alta al mondo: 183,4 cm per gli uomini, 169,4 cm per le donne.